# Saint-Geoire-en-Valdaine
Saint-Geoire-en-Valdaine – miejscowość i gmina we Francji, w regionie Owernia-Rodan-Alpy, w departamencie Isère.
Według danych na rok 1990 gminę zamieszkiwało 1819 osób, a gęstość zaludnienia wynosiła 109 osób/km² (wśród 2880 gmin regionu Rodan-Alpy Saint-Geoire-en-Valdaine plasuje się na 475. miejscu pod względem liczby ludności, natomiast pod względem powierzchni na miejscu 668.).